# Cap Terpenia
Le cap Terpenia (en russe : мыс Терпения), ou cap Patience, est un cap situé à l'extrémité de la péninsule Terpenia, il marque le point le plus oriental de l'île de Sakhaline en Russie, face à la mer d'Okhotsk.
Administrativement, le cap est situé dans le raïon de Poronaïsk de l'oblast de Sakhaline. Le terme terpenie (терпение) signifie « patience » en russe, une carte italienne de 1682, due à Giacomo Cantelli (1643-1695), l'indique sous le nom de capo di Patienza.
En 1937, un phare provisoire est érigé et en 1953 le phare actuel.

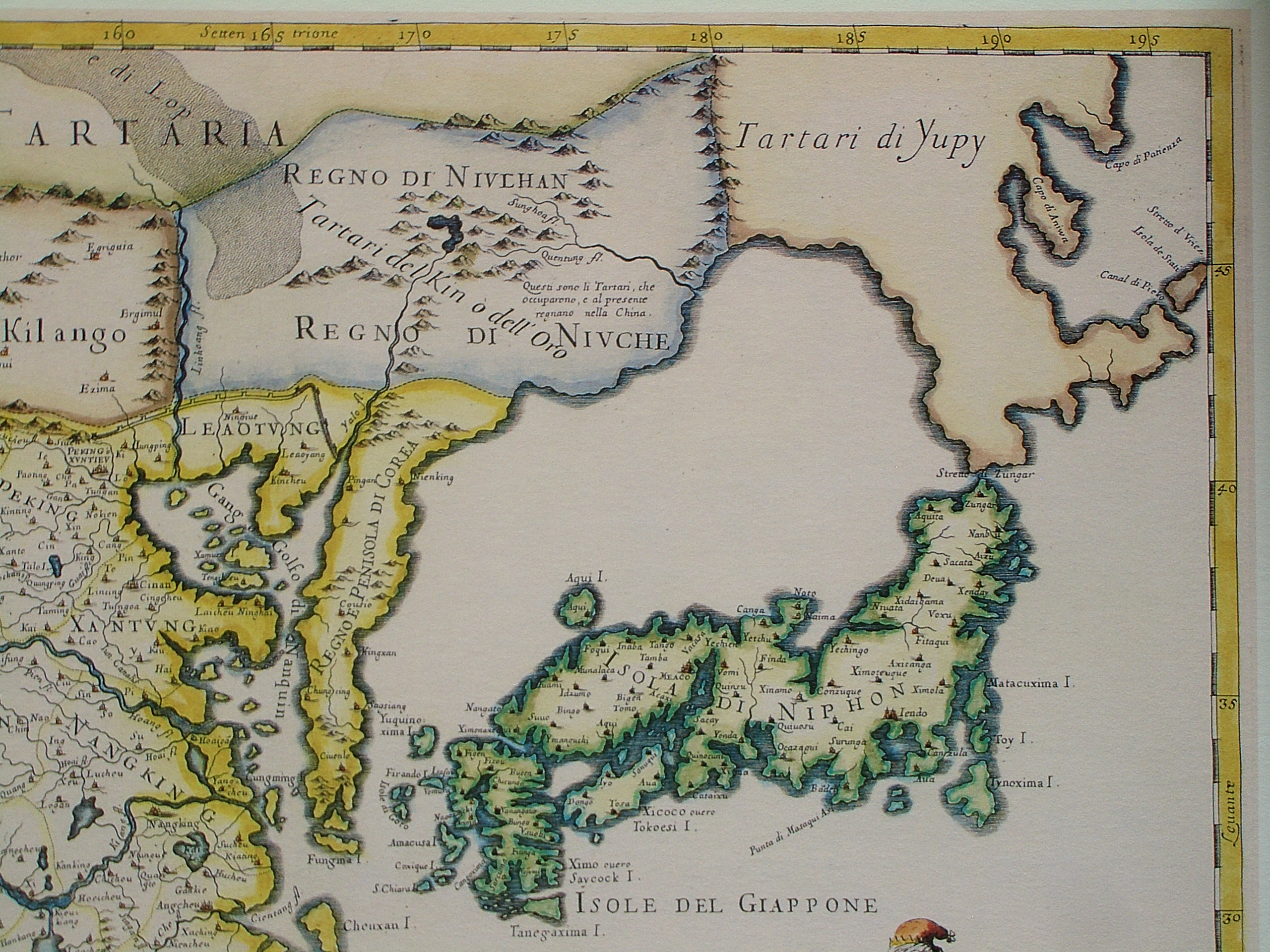
Carte italienne de 1682 avec le capo di Patienza (en haut à droite).